# Aristea spiralis
Aristea spiralis är en irisväxtart som först beskrevs av Carl von Linné d.y., och fick sitt nu gällande namn av Ker Gawl. Aristea spiralis ingår i släktet Aristea och familjen irisväxter. Inga underarter finns listade i Catalogue of Life.

## Bildgalleri

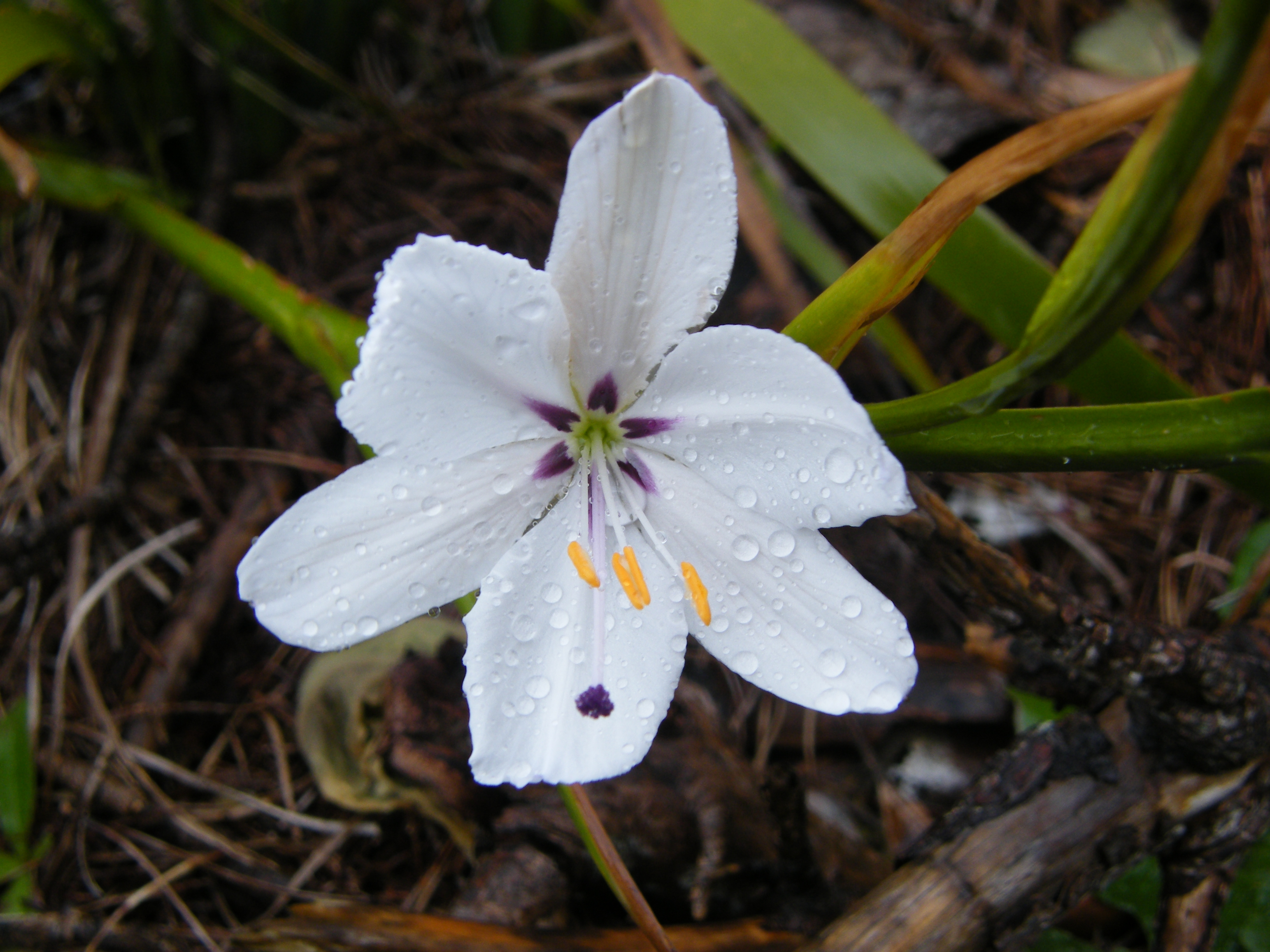
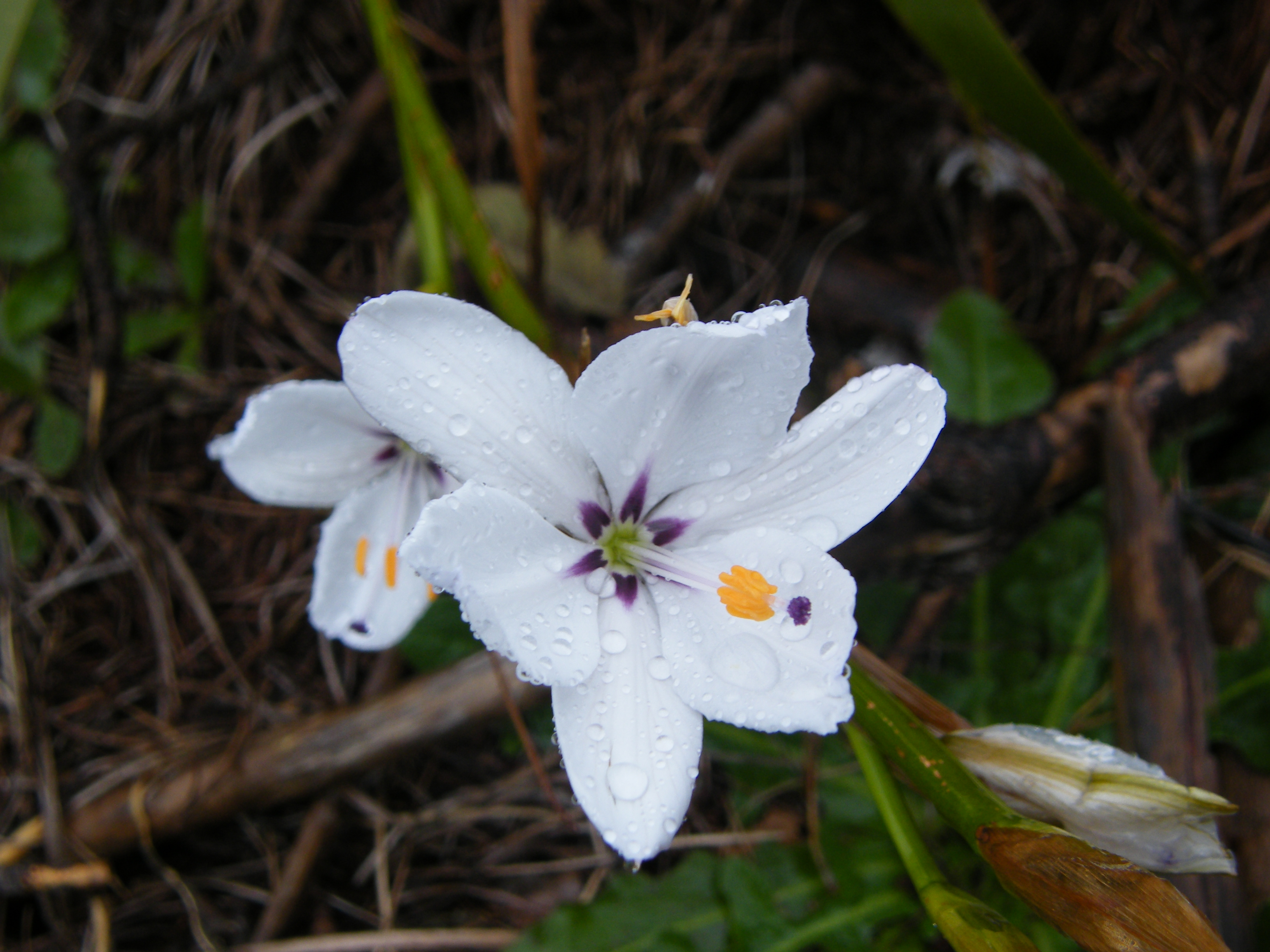
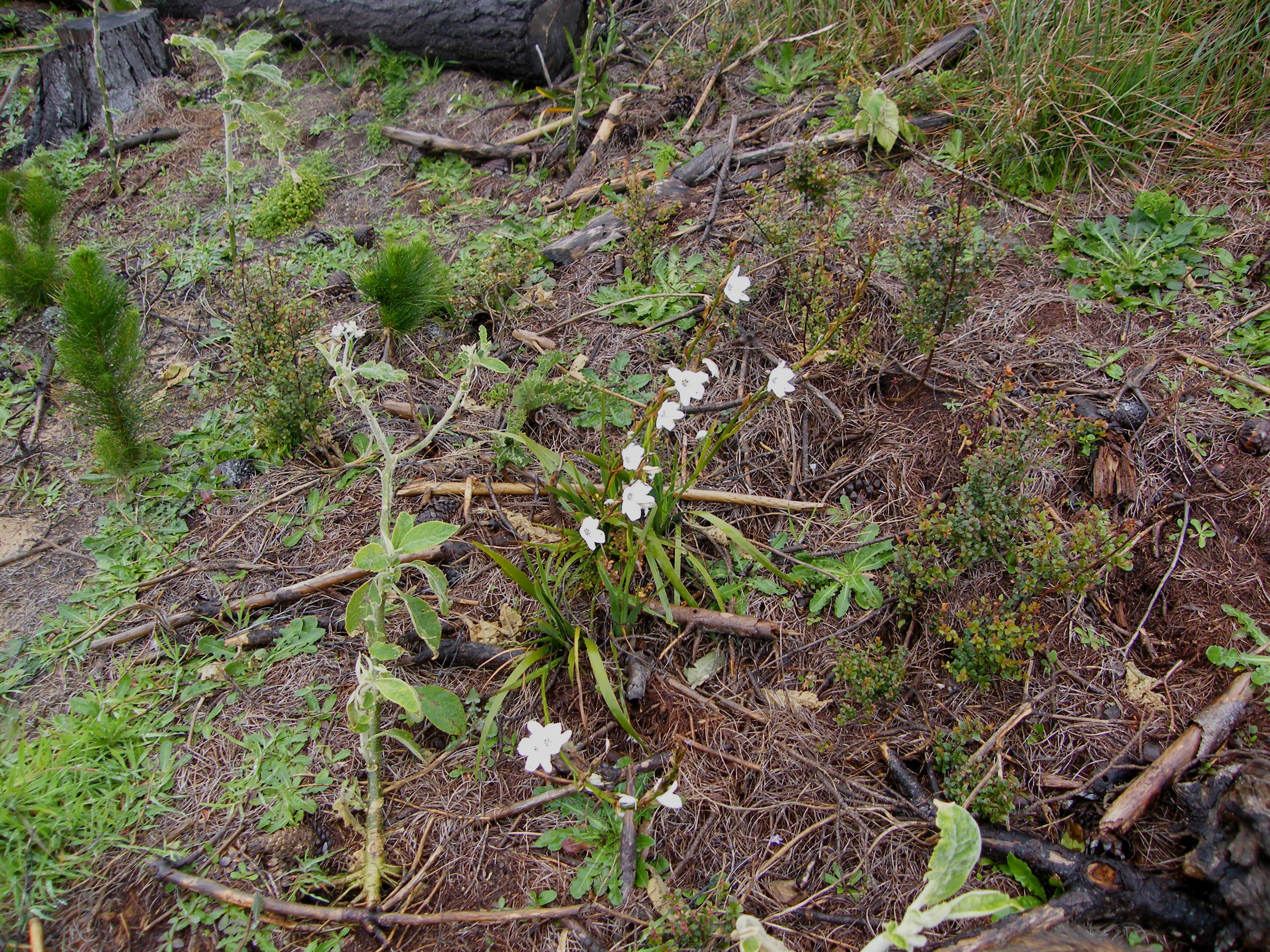